# Scopaeocharax atopodus
Scopaeocharax atopodus är en fiskart som först beskrevs av Böhlke, 1958.  Scopaeocharax atopodus ingår i släktet Scopaeocharax och familjen Characidae. Inga underarter finns listade i Catalogue of Life.